# Eriosorus wurdackii
Eriosorus wurdackii là một loài dương xỉ trong họ Pteridaceae. Loài này được A.F. Tryon mô tả khoa học đầu tiên năm 1970.